# Нова-Убиратан
Нова-Убиратан (порт. Nova Ubiratã) — муниципалитет в Бразилии, входит в штат Мату-Гросу. Составная часть мезорегиона Север штата Мату-Гроссу. Входит в экономико-статистический микрорегион Алту-Телис-Пирис. Население составляет 7749 человек на 2006 год. Занимает площадь 12 694,974 км². Плотность населения — 0,6 чел./км².

## Статистика
- Валовой внутренний продукт на 2003 год составляет 179 422 357,00 реалов (данные: Бразильский институт географии и статистики).
- Валовой внутренний продукт на душу населения на 2003 год составляет 26 432,29 реала (данные: Бразильский институт географии и статистики).
- Индекс развития человеческого потенциала на 2000 год составляет 0,779 (данные: Программа развития ООН).